# Sylvie Grumbach
Pour les articles homonymes, voir Grumbach.
Sylvie Grumbach est la fondatrice et directrice de l’agence de presse 2e BUREAU, bureau de presse et agence de communication. Elle a été l’une des fondatrices du Palace, la boîte de nuit parisienne de Fabrice Emaer de 1978 à 1983.

## Biographie
Sylvie Grumbach est née le 22 mars 1947 à Paris. 
Petite-fille du confectionneur parisien Cerf Mendes-France qui a fondé la maison C. Mendes en 1902, sœur de Didier Grumbach et nièce de Pierre Mendès France, ancien président du Conseil sous la IVe République. 
Passionnée du monde de la création, elle a été l'attachée de presse de couturiers tels Emanuel Ungaro, Valentino, Vivienne Westwood, Koji Tatsuno, John Galliano, Jean-Charles de Castelbajac. Elle s’est également chargée des relations presse et relations publiques du Palace, mythique boîte de nuit parisienne de 1978 à 1983, avant de créer en 1984 sa propre agence de presse - 2e BUREAU - dont elle est toujours la directrice.

## Le Palace
Symbole des années 1980, Le Palace est un club parisien très en vogue dans la culture underground. La boîte de nuit a vu passer des personnalités telles que Roland Barthes, Francis Bacon, Yves Saint Laurent, Karl Lagerfeld, Kenzo, Grace Jones ou Mick Jagger,.
Sylvie Grumbach en tant qu’attachée de presse et chargée des relations publiques du Palace y a invité de nombreuses célébrités,. Elle a arrêté après la mort de Fabrice Emaer. En 2004, Colin Ledoux l’a interviewée dans le cadre d’un documentaire sur le club parisien intitulé Rose Palace,.

## 2e Bureau
L’agence de presse 2e Bureau a été créée le 26 avril 1984 et se charge de la communication d’événements, et notamment du festival de photojournalisme Visa pour l'image à Perpignan qui existe depuis 1989,, du festival de mode, de photographie et d'accessoires de mode de Hyères qui existe 1985, de la fondation Azzedine Alaïa. 
Le nom de l'agence est est en fait un jeu de mots, faisant écho aux services de renseignements de l’Armée tout en se voulant le deuxième bureau de ses clients, en ce sens que l’agence est dévouée à ses clients. En tant que bureau de presse pour de nombreuses marques étrangères, l’agence se veut aussi le point relais de leur communication en FranceSylvie Grumbach a collaboré avec des personnalités de la mode, de la photographie, de la littérature, de l’action humanitaire, du design, de la cuisine, du tourisme... 